# Rock macabre
Rock macabre est une web-série humoristique et musicale française créée, écrite et réalisée par François Descraques et diffusée en 2015 sur YouTube via la plateforme de France Télévisions dédiée aux Web-séries Studio 4.

## Synopsis
À l'aube d'un concert, un groupe de rock se retrouve face à un public mystérieusement possédé, mais il semble que ces derniers se calment grâce à la musique.

## Fiche technique
- Titre original : Rock macabre
- Création : François Descraques
- Musique : PV Nova
- Sociétés de production : Frenchnerd Productions, Endemol Beyond
- Pays :  France
- Chaîne : YouTube
- Genre : comédie
- Durée : 10 minutes

## Distribution
- Eléonore Costes : Zoé
- Florent Dorin : Alban
- PV Nova : Lawrence
- Clara Doxal : Diane
- Thibault Farmoux : Tony
- Vanessa Brias : Patrick
- Jacques Zarnoti : Greg
- Frédéric Serrier : Le possédé
- Frédéric Boismoreau : Vigile
- Benoît Blanc : Soldat
- Slimane-Baptiste Berhoun : Chef du GIGN

## Musique
La musique, composée par PV Nova, est disponible en 4 singles :
- Stay and Play (également en clip musical)
- Mange tes morts
- Love is one
- T'as pas changé

## Accueil
Le premier épisode de Rock Macabre a été vu plus d'un million de fois sur Youtube. Le site madmoizelle consacre un article à la web-série et celle-ci est sélectionnée au Festival Series Mania 2016 dans la catégorie web-séries puis remporte le prix de la meilleure musique au festival international Web Séries Mag 2016.